# یوسف آیت بن‌ناصر
یوسف آیت بن‌ناصر (زادهٔ ۷ ژوئیهٔ ۱۹۹۶) بازیکن فوتبال اهل مراکش است.
از باشگاه‌هایی که در آن بازی کرده‌است می‌توان به نانسی، موناکو و کان اشاره کرد.
وی همچنین در تیم ملی فوتبال مراکش بازی کرده‌است.